# Amphisbaena maximus
Espèce
Synonymes
- Leposternon maximus Ribeiro, Nogueira, Cintra, da Silva & Zaher 2011

Amphisbaena maximus est une espèce d'amphisbènes de la famille des Amphisbaenidae.

## Répartition
Cette espèce est endémique du Brésil. Elle se rencontre au Goiás et au Minas Gerais.

## Publication originale
- Ribeiro, Nogueira, Cintra, da Silva & Zaher, 2011 : Description of a New Pored Leposternon (Squamata, Amphisbaenidae) from the Brazilian Cerrado. South American Journal of Herpetology, vol. 6, no 3, p. 177-188 (texte intégral).